# Allogonyleptes insignitus
Genre
Espèce
Allogonyleptes insignitus, unique représentant du genre Allogonyleptes, est une espèce d'opilions laniatores de la famille des Gonyleptidae.

## Distribution
Cette espèce est endémique de l'État de São Paulo au Brésil. Elle se rencontre vers Santos.

## Description
Le mâle holotype mesure 5 mm.

## Publication originale
- Roewer, 1917 : « 52 neue Opilioniden. » Archiv für Naturgeschichte, vol. 82, no 2, p. 90–158 (texte intégral).